# Черано
Чера̀но (на италиански: Cerano, на местен диалект: Sciarön, Шарьон, на пиемонтски: Sciareu, Шареу) е градче и община в Северна Италия, провинция Новара, регион Пиемонт. Разположено е на 127 m надморска височина. Населението на общината е 6785 души (към 2014 г.).